# Víctor Arteaga (calciatore)
Víctor Manuel Arteaga Camarena (Città del Messico, 26 febbraio 2004) è un calciatore messicano, centrocampista del Toluca.

## Carriera
Ha iniziato a giocare a calcio nell'Albinegros, per poi proseguire con Academicos, Centro de Formación Cuauhtémoc Blanco e Tulum. Nel 2022 è entrato a far parte del vivaio del Toluca ed il 9 luglio 2023 debuttato in prima squadra nell'incontro di Liga MX vinto 2-0 contro il Cruz Azul.

## Statistiche

### Presenze e reti nei club
Statistiche aggiornate al 15 marzo 2025.
| Stagione        | Squadra         | Campionato      | Campionato | Campionato | Coppe nazionali | Coppe nazionali | Coppe nazionali | Coppe continentali | Coppe continentali | Coppe continentali | Altre coppe | Altre coppe | Altre coppe | Totale | Totale | Totale |
| Stagione        | Squadra         | Comp            | Pres       | Reti       | Comp            | Pres            | Reti            | Comp               | Pres               | Reti               | Comp        | Pres        | Reti        | Pres   | Reti   |        |
| --------------- | --------------- | --------------- | ---------- | ---------- | --------------- | --------------- | --------------- | ------------------ | ------------------ | ------------------ | ----------- | ----------- | ----------- | ------ | ------ | ------ |
| 2023-2024       | Toluca          | LMX             | 6          | 0          | -               | -               | -               | CCC                | 2                  | 0                  | LC          | 0           | 0           | 12     | 0      |        |
| 2024-2025       | Toluca          | LMX             | 19         | 0          | -               | -               | -               | -                  | -                  | -                  | LC          | 2           | 0           | 21     | 0      |        |
| Totale carriera | Totale carriera | Totale carriera | 25         | 0          |                 | -               | -               |                    | 2                  | 0                  |             | 2           | 0           | 29     | 0      |        |

## Palmarès
- Campionato messicano: 1

Toluca: 2024-2025 (Clausura)